# Rhapsody
Rhapsody és un vaixell transbordador de 1996 construït a la drassana de Chantiers de l'Atlantique de Saint-Nazaire, França. L'encàrrec va ser de la Société nationale maritime Corse-Méditerranée i el primer nom del vaixell va ser Napoleón Bonaparte. Després de patir greus danys l'octubre del 2012, el vaixell restà immobilitzat dos anys, fins que es va vendre al grup MSC, que li va canviar el nom el 2014. Té capacitat per a 2.448 passatgers, 553 cabines i 12 suits. Hi ha restaurant, bar, piscina, botigues, sales de jocs i capella.
És un dels vaixells que, com l'Azzurra, el Ministeri de l'Interior espanyol va llogar a Grandi Navi Veloci el setembre de 2017 en l'operació Copèrnic per tal d'acollir les forces de seguretat desplaçades a Barcelona en la intervenció de les finances de la Generalitat. El Port de Barcelona va impedir en un primer moment l'accés al port perquè està prohibit utilitzar un vaixell com un hotel, però el va deixar passar després de rebre un document del Ministeri de l'Interior que informava que era un vaixell d'estat que tenia autorització per estar al port fins al 5 d'octubre.